# Ebbe Langberg
Ebbe Langberg, född 1 augusti 1933 i Köpenhamn, död 3 februari 1989 i Hvidovre, var en dansk skådespelare och regissör. Ebbe Langberg var son till skådespelaren Sigurd Langberg och bror till skådespelaren Jesper Langberg. 
Åren 1968 till 1973 var Langberg direktör för Aalborg Teater och från 1982 fram till sin död 1989 var han direktör for Rialto Teatret i Frederiksberg. 

## Filmografi i urval
- 1946 – Ditte människobarn
- 1953 – Kärlekskarusell
- 1956 – Vi som går stjernevejen
- 1956 – Farsans rackarungar
- 1957 – Tre piger fra Jylland
- 1958 – Styrman Karlsson
- 1958 – Livat i lumpen
- 1959 – Ett spöke för mycket
- 1959 – Charles' tante
- 1961 – Lilla grevinnan
- 1961 – Min kone fra Paris
- 1961 – Soldaterkammerater på efterårsmanøvre
- 1961 – Amor på villovägar
- 1962 – Den kära familjen
- 1962 – Han, hon och kärleken
- 1962 – Den nya doktorn
- 1963 – Lilla helgonet
- 1964 – Bocken oroar stan
- 1964 – Majorens passopp
- 1964 – Alla tiders playboy (endast regi)
- 1966 – Tre små piger (endast regi)
- 1966 – Jag - en älskare
- 1968 – Fest i Köpenhamn (även regi)
- 1970 – Huset på Christianshavn (TV-serie) (regi, 6 avsnitt)
- 1978 – Skytten
- 1978 – En by i provinsen (TV-serie) (Miniserie)